# 大阪市立内代小学校

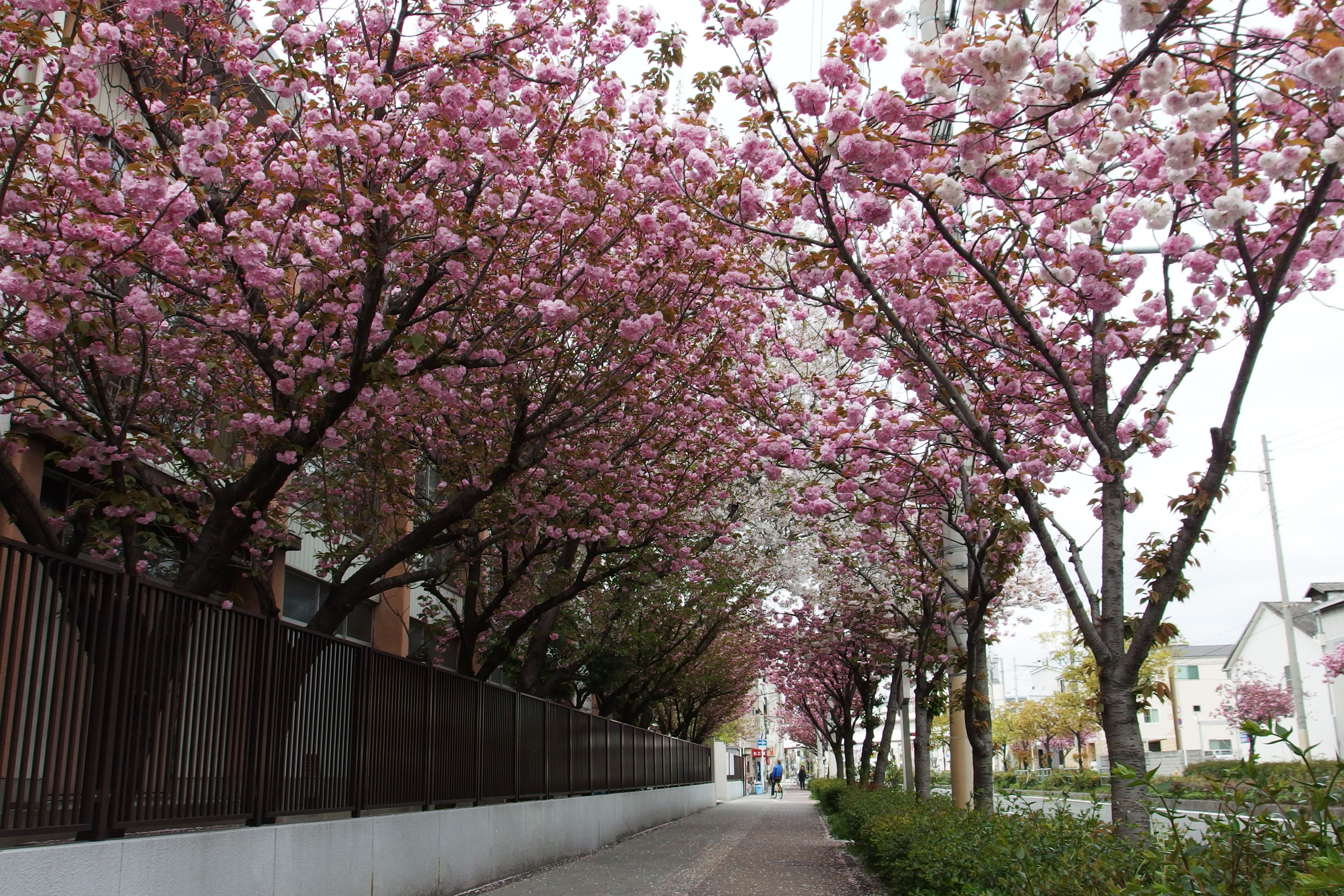
大通り（城北筋）沿いのヤエザクラ

大阪市立内代小学校（おおさかしりつ うちんだいしょうがっこう）は、大阪府大阪市都島区内代町3丁目にある公立小学校。
1952年に大阪市立榎並小学校（城東区）の分校として開設され、翌1953年に従来の榎並小学校校区のうち都島区の区域を引き継ぐ形で独立校となった。

## 沿革
- 1952年4月 - 大阪市立榎並小学校内代分校を内代3丁目35番地に開設[1]。
- 1953年4月 - 大阪市立内代小学校として独立開校。
- 1963年2月 - 校歌制定。（作詞：竹中郁、作曲：川澄健一）

## 通学区域
- 大阪市都島区[2]
  - 内代町1丁目（1番＜10号～22号＞・2～3番・4番＜3～23号＞・5～17番）、2 - 4丁目

## 進学先中学校
- 大阪市立高倉中学校

## 交通
- Osaka Metro谷町線 野江内代駅 北へ約500m。